# Robert de Vere, 6. Earl of Oxford

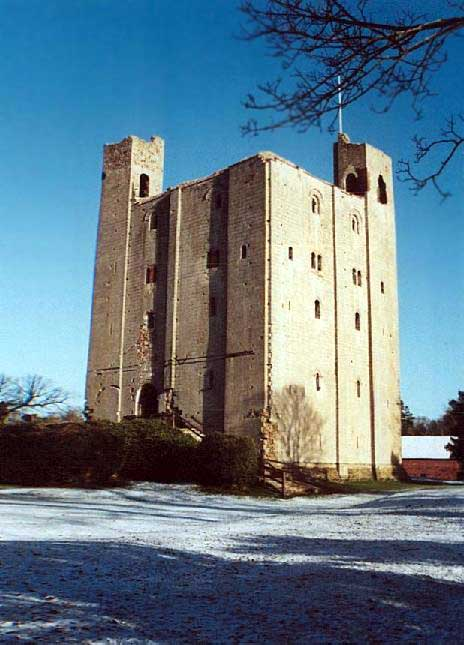
Hedingham Castle, Essex, Sitz der Earls of Oxford

Robert de Vere, 6. Earl of Oxford (* um 24. Juni 1257; † 17. April 1331) war ein englischer Magnat.

## Leben
Robert de Vere entstammte der anglonormannischen Familie de Vere, die ihren Stammsitz in Hedingham in Essex hatte. Er war der Sohn und Erbe von Robert de Vere, 5. Earl of Oxford aus dessen Ehe mit Alice de Sanford. 1296 erbte er die Güter der Familie de Vere und den Titel Earl of Oxford. Das eigentlich in der Familie erbliche Amt des Chamberlain of England wurde ihm vorenthalten, nachdem es seinem Vater entzogen worden war; erst sein Nachfolger erhielt es zurück. Obwohl die Familie de Vere eine alte und angesehene Familie des anglonormannischen Hochadels war, besaß sie im Vergleich zu anderen Magnaten nur einen relativ bescheidenen Grundbesitz.
Robert nahm an den Feldzügen Eduards I., Eduards II. und Eduards III. in Wales, Schottland und Frankreich teil. Sein Wappen ist in der Falkirk Roll enthalten, die anlässlich der Schlacht von Falkirk am 22. Juli 1298 erstellt wurde. 1308 nahm er an der Krönung der Königin Isabella teil, der Ehefrau Eduards II.
Robert de Vere war mit Margaret Mortimer verheiratet, Tochter von Roger Mortimer of Wigmore und Maud de Briouze (Braose). Ihre Kinder sind:
- Thomas de Vere (* um 1282, † vor 12. Mai 1329), ⚭ vor 17. Juni 1315 Agnes/Anne de Ros († vor 1. Dezember 1328), Tochter von William de Ros, 1. Baron de Ros, und Maude de Vaux, Witwe von Pain de Tibetot, 1. Baron Tibetot († 1314);
- Ellen, ⚭ Sir Hugo de Naunton.

Robert de Vere starb am 17. April 1331, er wurde im Familienpriorat von Earls Colne in Essex bestattet. Da er seinen einzigen Sohn überlebte, beerbte ihn sein Neffe John de Vere, 7. Earl of Oxford, der einzige Sohn seines Bruders Alphonse de Vere, als Earl of Oxford.